# Vața de Jos
Vața de Jos (in ungherese Alsóváca) è un comune della Romania di 3 965 abitanti, ubicato nel distretto di Hunedoara, nella regione storica della Transilvania.
Il comune è formato dall'unione di 13 villaggi: Basarabasa, Birtin, Brotuna, Căzănești, Ciungani, Ocișor, Ociu, Prăvăleni, Prihodiște, Tătărăștii de Criș, Târnava de Criș, Vața de Jos, Vața de Sus.